# Uniwersał opolski
Uniwersał opolski – akt prawny wydany przez króla Polski Jana Kazimierza 20 listopada 1655 w klasztorze franciszkanów w Opolu, który w okresie potopu szwedzkiego wzywał Polaków do powstania przeciwko Szwedom.
Uniwersał opolski zredagowany został w czasie odbywającego się w Opolu zjazdu senatorów.